# Годи

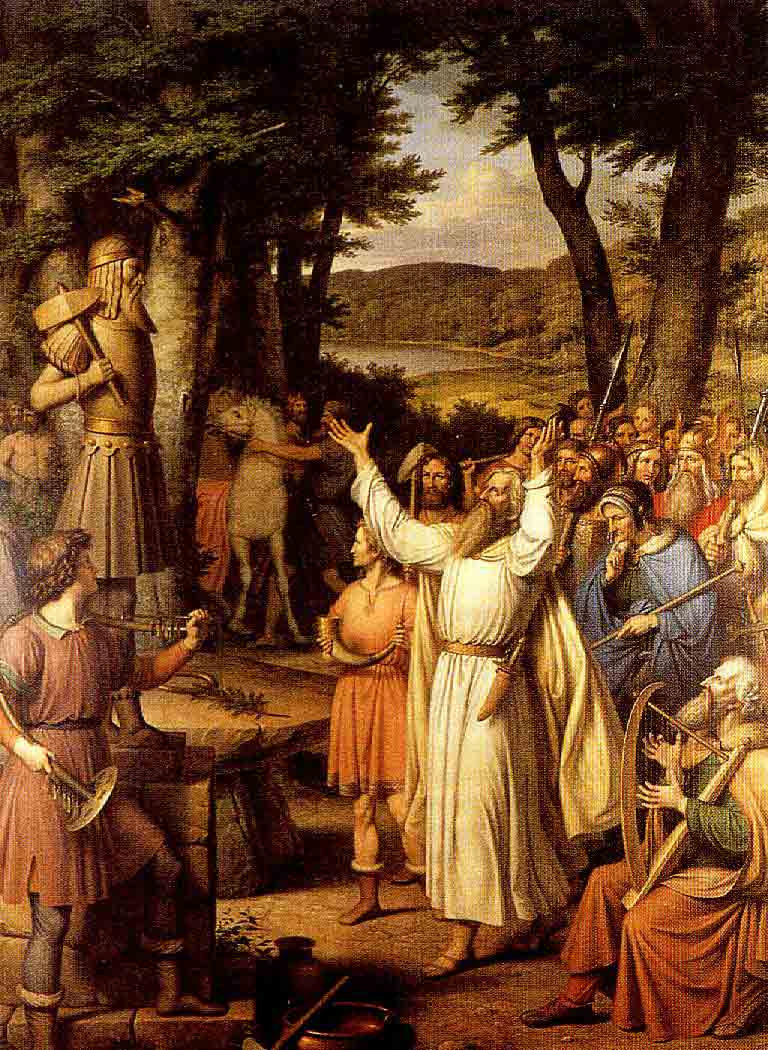
Годи ведет церемонию поклонения Тору на картине Д.Л. Люнда.

Годи (др.-сканд. goði, мн.ч. goðar) — древнескандинавский термин (преимущественно древнеисландский) для обозначения общинного вождя или лидера, совмещавшего в себе административные, судебные и религиозные функции.
Женским аналогом термина являлся термин гидья, или гюдья (gyðja).

## Этимология
Термин goði происходит от слова благо (др.-сканд. goð), Бог и означает «слугу божьего», священника. В этом значении слово соответствует готскому gudja, которое известный просветитель IV века н. э. Вульфила использовал в Codex Argenteus при переводе греческого слова иерей (др.-греч. ἱερεύς). Однако только женская форма gyðja соответствует готскому варианту, в то время как правильная мужская форма этого слова в древнеисландском должна была бы быть *gyði (гюди, гиди), но такой вариант нигде не встречается.
Также известно употребление этого термина в форме ховгоди (hofgoði, храмовый священник), где роль goði как священника становится ещё более очевидной. Первая часть слова hof- означает святилище.

## Употребление
Термин имеет множество названий. В форме «годи» он получил распространение в основном в Исландии, но из-за недостатка знаний о религиозных лидерах существует тенденция переносить этот термин на всю Скандинавию, хотя никаких доказательств этому не существует.
На востоке Скандинавии терминами, аналогичными goði и gyðja, были, соответственно, vífill и lytir. Также встречаются другие варианты этого термина, такие как goðorðsmaðr, fyrírmaðr, yfirmaðr и hofðingi.

## Положение
В давние времена годи был одновременно политическим, судебным и духовным лидером отдельно взятого региона. Этот регион или зона влияния годи называлась годордом (goðorð), маннаворраудом (mannaforráð) либо рики (ríki), а его подчиненные — ундирменнами (undirmenn) либо тингменнами (Þingmenn).
После христианизации Скандинавии годи ещё долгое время играли существенную роль в политике.
В средневековой Исландии 48 годи входили в законодательный орган древнего альтинга — лагретту (lögrétta) (всего в лагретту входило 142 члена).

## Свидетельства
Известная ранняя прасеверная форма данного слова gudija представлена на руническом камне в норвежском селе Нурхугло (N KJ65 U). В поздней форме goði термин представлен на датских рунических камнях: главендрупском (DR 209) и хелнэсском (DR 190). Также слово встречается в топонимах, таких как Гюдби на Зодерманланде, Швеция.
Тем не менее, основным источником по данному термину являются исландские саги, где он употребляется в историческом значении. Этим термином саги описывают религиозного и политического лидера региона или годорда.

## Современное использование
В настоящее время термин годи используется в качестве титула священника неоязычниками, особенно в Асатру. Верховный годи исландских асатруа имеет титул Альсхерйаргоди.